# Brother, Can You Spare a Dime?
Brother, Can You Spare a Dime? è un brano musicale del 1932, il cui testo è stato scritto da Yip Harburg, mentre la musica è stata composta da Jay Gorney. La canzone fa parte del musical revue Americana e fa riferimento alla grande depressione.
Il brano è stato interpretato tra gli altri da Bing Crosby (Brunswick Records), Rudy Vallée (Columbia Records), Judy Collins, Tom Waits e Al Jolson.
La canzone, nelle versioni di Bing Crosby e di Rudy Vallée, entrambe del 1932, è inclusa dal 2013 nel National Recording Registry. La versione di Crosby è stata insignita del Grammy Hall of Fame Award nel 2005.